# Nippononethes uenoi
Nippononethes uenoi är en kräftdjursart som först beskrevs av Albert Vandel 1968.  Nippononethes uenoi ingår i släktet Nippononethes och familjen Trichoniscidae. Inga underarter finns listade i Catalogue of Life.